# لیوری-گرگان
شهر لیوری-گرگان (به فرانسوی: Livry-Gargan) در شهرستان سن-سن-دنی در ناحیه ایل-دو-فرانس با جمعیت ۴۱٬۵۵۶ نفر در کشور فرانسه واقع شده‌است